# Danh sách vườn quốc gia tại Nga
Hiện tại có 48 vườn quốc gia tại Nga theo danh sách được liệt kê dưới đây với tổng diện tích bảo vệ xấp xỉ khoảng 155.672 kilômét vuông (60.105 dặm vuông Anh).

## Tổng quan
Vườn quốc gia lâu đời nhất của Nga là Sochi và Losiny Ostrov, được thành lập vào năm 1983; Samarskaya Luka (1984); Mariy Chodra (1985); Bashkiriya, Prielbrusye, Pribaykalsky, và Zabaykalsky (1986). Trong khi đó, Vườn quốc gia Bikin là vườn quốc gia mới nhất được thành lập vào cuối năm 2015. Vườn quốc gia Yugyd Va là vườn quốc gia lớn nhất của Nga và châu Âu, cũng là vườn quốc gia lớn thứ hai thế giới.
Theo luật về Các khu vực được bảo vệ ở Nga, Vườn quốc gia là các vùng đất và nước dành cho việc bảo vệ tự nhiên, giáo dục sinh thái và nghiên cứu khoa học. Chúng bao gồm các khu vực có đặc trưng sinh thái, giá trị lịch sử và thẩm mỹ. Tại đây, các hình thức du lịch thông thường được cho phép.
Năm 2001, Vườn quốc gia Vodlozersky được công nhận là khu dự trữ sinh quyển của UNESCO, theo sau đó là Smolenskoye Poozerye và Vườn quốc gia Ugra vào năm 2002, và hai địa danh khác là Vườn quốc gia Valdaysky, và Vườn quốc gia Kenozersky được công nhận vào năm 2004.
Các Vườn quốc gia hiện nay được quản lý bởi Bộ Tài nguyên Tự nhiên Nga.

## Danh sách liệt kê
Mỗi vườn quốc gia bao gồm ngày thành lập, khu vực ở Nga và tọa độ địa lý. Các liên kết ngoài dẫn đến Trung tâm Bảo tồn Đa dạng sinh học ở Moskva, nước Nga.
| Tên                  | Hình ảnh                                                     | Vị trí                                                              | Thành lập | Trang chính vườn quốc gia                                                 | Diện tích                                | Mô tả |
| -------------------- | ------------------------------------------------------------ | ------------------------------------------------------------------- | --------- | ------------------------------------------------------------------------- | ---------------------------------------- | --- |
| Alaniya              | Mountain peak and glacial valley, Alaniya NP                 | Bắc Ossetia-Alania 42°52′B 43°44′Đ / 42,867°B 43,733°Đ              | 1998      | Ала́ния                                                                    | 54.926 hécta (212,1 dặm vuông Anh)       | Alaniya nằm trên sườn phía bắc của Dãy núi Kavkaz. Vườn quốc gia bao gồm sông băng Karaugom dài 13 km, thung lũng của sông Urukh với những cánh rừng và đồng cỏ thảo nguyên. Vườn quốc gia có những dấu tích khảo cổ, từ văn hóa thời đại đồ đồng Koban đến những người Alans thời Trung Cổ. Cộng hòa Bắc Ossetia-Alania lấy tên vườn quốc gia theo dân tộc Alans.                                                               |
| Alkhanay             | Temple Gate rock formation, Alkhanay NP                      | Zabaykalsky 50°50′B 113°25′Đ / 50,833°B 113,417°Đ                   | 1999      | Алханай                                                                   | 138.234 hécta (533,7 dặm vuông Anh)      | Đây là khu vực thiêng liêng với người dân bản địa Buryats, cũng như các Phật tử ngày nay. Trung tâm của vườn quốc gia là núi Alkhanai, nơi mà Đạt-lai Lạt-ma đã từng hai lần ghé thăm. Môi trường xung quanh là một ví dụ điển hình của"thảo nguyên rừng Daurian", trong vùng chuyển tiếp giữa rừng Taiga Siberia ở phía bắc và thảo nguyên Mông Cổ ở phía nam.                                                                  |
| Anyuysky             | Headwaters of Anyuy River, Anyuysky NP                       | Khabarovsk Krai 49°26′B 136°33′Đ / 49,433°B 136,55°Đ                | 1999      | Анюйский                                                                  | 429.370 hécta (1.657,8 dặm vuông Anh)    | Vườn quốc gia là khu vực quan trọng bởi vì nó tạo ra một hành lang sinh thái - từ môi trường sống ngập lụt thấp của sông Amur, đi qua những khu rừng của lưu vực sông Anyuy, đến vùng đất cao của dãy núi Sikhote-Alin ở vùng Viễn Đông của Nga. Người bản xứ địa phương là những người Nanai là dân tộc có truyền thống câu cá và săn bắn.                                                                                      |
| Bashkiriya           | Bashkiriya in winter snow                                    | Bashkortostan 53°03′B 56°32′Đ / 53,05°B 56,533°Đ                    | 1986      | Башкирия Lưu trữ ngày 1 tháng 12 năm 2008 tại Wayback Machine             | 92.000 hécta (355,2 dặm vuông Anh)       | Bashkiriya bao phủ một khu rừng tiếp giáp lớn và các thung lũng sông bị chia cắt ở cuối phía nam của dãy núi Ural. Vườn quốc gia là một vùng đệm giữa các vùng đất công nghiệp bằng phẳng ở phía tây, và vùng núi non của khu bảo tồn thiên nhiên Shulgan-Tash và khu bảo tồn côn trùng Allyn-Solok ở phía đông. |
| Beringia             | Beringia                                                     | Khu tự trị Chukotka 64°22′B 173°18′Đ / 64,367°B 173,3°Đ             | 2013      | Берингия                                                                  | 3.053.233 hécta (11.788,6 dặm vuông Anh) | Cho đến năm 11.000 TCN, cây cầu đất Beringia vẫn cho phép con người qua lãi giữa châu Á và Bắc Mỹ. Vườn quốc gia Beringia của Nga là phần phía tây của eo biển Bering, với khu bảo tồn quốc gia Cầu đất Bering của Hoa Kỳ ở phía đông. |
| Bikin                | Bikin                                                        | Primorsky 46°40′B 136°00′Đ / 46,667°B 136°Đ                         | 2015      | Бикин                                                                     | 1.160.500 hécta (4.480,7 dặm vuông Anh)  | Được thành lập vào ngày 3 tháng 12 năm 2015, vườn quốc gia Bikin bảo vệ khu rừng hỗn giao lớn nhất còn lại ở Bắc bán cầu, cũng như lãnh thổ của 10% số lượng loài hổ Amur trong tự nhiên. Vườn quốc gia này cũng bảo vệ văn hóa rừng của 600 cư dân bản địa vẫn còn sinh sống ở lưu vực sông Bikin, họ là những người Udeghes và Nanai.                                                                                          |
| Buzuluksky Bor       | Pine stand on river in Buzuluksky Bor NP                     | Samara, Orenburg 53°00′B 52°7′Đ / 53°B 52,117°Đ                     | 2007      | Бузулукский бор                                                           | 106.000 hécta (409,3 dặm vuông Anh)      | Buzuluksky Bor là khu rừng thông bị cô lập lớn nhất thế giới. Được bao quanh bởi thảo nguyên rộng lớn trên khu vực Đồng bằng Đông Nga giữa Sông Volga ở phía tây và Dãy núi Ural Nam ở phía đông, vườn quốc gia là nơi có những tàn tích cát của những gì đã từng là một đồng bằng sông đổ vào Biển Caspi. Bên dưới Buzuluksky có dầu mỏ, chính điều này gây thêm áp lực về việc bảo vệ khu rừng thông tại đây.                  |
| Chavash Varmane Bor  | Map with borders of Chavash Vermane Bor NP                   | Chuvashia 54°45′B 47°08′Đ / 54,75°B 47,133°Đ                        | 1993      | Чаваш Вармане                                                             | 25.200 hécta (97,3 dặm vuông Anh)        | Chavash Varmane Bor là một khu rừng tiếp giáp rộng lớn không bị gián đoạn ở khu vực giữa sông Volga. Vườn quốc gia được tạo ra để phục vụ mục đích kép của việc bảo tồn đa dạng sinh học và bảo vệ một cảnh quan văn hóa của người Chuvash. |
| Chikoy               | Chikoy NP                                                    | Zabaykalsky 49°46′B 110°18′Đ / 49,767°B 110,3°Đ                     | 2014      | Чикой                                                                     | 666.468 hécta (2.573,2 dặm vuông Anh)    | Vườn quốc gia nằm ở thượng nguồn của sông Chikoy, chảy về phía tây vào sông Selenga và phía bắc hồ Baikal. Nó nằm trong vùng chuyển tiếp giữa rừng Taiga Siberia ở phía bắc và thảo nguyên Mông Cổ ở phía nam. |
| Kalevalsky           | Kalevalsky NP                                                | Cộng hòa Karelia 64°59′B 30°13′Đ / 64,983°B 30,217°Đ                | 2007      | Калевальский                                                              | 74.400 hécta (287,3 dặm vuông Anh)       | Rừng thông Kalevalsky bao phủ một trong những rừng thông Boreal cổ lớn nhất ở châu Âu. Nó nằm trên biên giới giữa Nga và Phần Lan, thuộc Cộng hòa Karelia. Kalevala, một bài thơ sử thi của văn hóa dân gian bằng tiếng Phần Lan và Karelia, được lấy tên từ khu vực này. |
| Mũi đất Kursh        | Kurshskaya Kosa NP                                           | Kaliningrad 55°08′B 20°48′Đ / 55,133°B 20,8°Đ                       | 1987      | Куршская коса                                                             | 6.621 hécta (25,6 dặm vuông Anh)         | Mũi đất Kursh là một mũi đất dài 98 km và hẹp, là một dải cát ngăn cách Phá Kursh với biển Baltic. Phần phía nam của nó nằm trong tỉnh Kaliningradcủa Nga và phần phía bắc của nó ở phía tây nam Litva. Đây là một di sản thế giới xuyên quốc gia được UNESCO công nhận. |
| Kenozersky           | Sts Peter and Paul Church in the village ofMorshchikhinskaya | Arkhangelsk 62°05′B 38°12′Đ / 62,083°B 38,2°Đ                       | 1991      | Кенозерский                                                               | 139.663 hécta (539,2 dặm vuông Anh)      | Vườn quốc gia có nhiều di tích văn hóa, một là Porzhensky Pogost, là nhà thờ Thánh George với tháp chuông (tất cả từ thế kỷ 18) được bao quanh bởi bức tường bằng gỗ có cổng và tháp (1789). Kenozersky nằm trên khu vực phân tách giữa lưu vực Đại Tây Dương và Bắc Cực. Từ năm 2004, Vườn quốc gia là Khu dự trữ sinh quyển UNESCO.                                                                                            |
| Khvalynsky           | Pine tree over wooded valley, Khvalynsky NP                  | Saratov 53°00′B 52°7′Đ / 53°B 52,117°Đ                              | 1994      | Хвалынский                                                                | 25.524 hécta (98,5 dặm vuông Anh)        | Khvalynksy bao gồm một cao nguyên cao lớn gồm những ngọn đồi ở vùng Cao nguyên Volga, được bao phủ trong những cánh rừng sồi và rừng sồi lá kim, dọc theo phía tây của sông Volga. Nó nằm cách khoảng 1.000 km về phía bắc của biển Caspi, trong tỉnh Saratov và nhìn ra hồ chứa Saratov. |
| Losiny Ostrov        | Upper Yauza swamp                                            | Moskva 53°52′B 37°47′Đ / 53,867°B 37,783°Đ                          | 1983      | Лосиный Остров                                                            | 11.600 hécta (44,8 dặm vuông Anh)        | Theo nghĩa đen, tên của nó có nghĩa là"Đảo nai sừng tấm", Losiny Ostrov là vườn quốc gia đầu tiên của Nga. Nó nằm ở Moskva và là khu rừng lớn thứ ba trong một thành phố có kích thước tương đương, sau Vườn quốc gia Núi Bàn ở Cape Town và Vườn bang Pedra Branca ở Rio de Janeiro. |
| Mariy Chodra         | Tot-Er Lake, in NP Mariy Chodra                              | Cộng hòa Mari El 56°09′B 48°22′Đ / 56,15°B 48,367°Đ                 | 1985      | Марий Чодра                                                               | 36.600 hécta (141,3 dặm vuông Anh)       | Mariy Chodra được thành lập để bảo vệ các loài thực vật quý hiếm: với hơn 115 loài thực vật quý hiếm đã được ghi nhận. Có 14 tuyến đường du lịch trong vườn quốc gia này. Các điểm tham quan phổ biến nhất là hồ Yalchik, Glukhoye và Kichiyer, đi bè trên Sông Ilet và Yushut, Cây sồi của Pugachyov và Dãy núi Maple. |
| Meshchyora           | Wetlands in Meshcheyora NP                                   | Vladimir 55°34′B 40°15′Đ / 55,567°B 40,25°Đ                         | 1992      | Мещёра Lưu trữ ngày 21 tháng 5 năm 2013 tại Wayback Machine               | 118.900 hécta (459,1 dặm vuông Anh)      | Meshchyora bao gồm các vùng đất ngập nước rộng lớn (đầm lầy than bùn, sông và hồ), là một môi trường sống cực kỳ phong phú và đa dạng sinh học. Những cánh rừng thông và bạch dương ở vùng đất thấp Meshchera trên đồng bằng Đông Âu. Nó nằm cách Moskva khoảng 120 km về phía đông. Tên của khu vực này được lấy từ bộ lạc thời Trung cổ Meshchera.                                                                             |
| Meschyorsky          | Meshcheyorsky NP                                             | Ryazan 55°08′B 40°10′Đ / 55,133°B 40,167°Đ                          | 1992      | Мещерский Lưu trữ ngày 22 tháng 12 năm 2015 tại Wayback Machine           | 105.014 hécta (405,5 dặm vuông Anh)      | "Meshchersky"(Мещёрский) không nên nhầm lẫn với"Meshchyora"(Мещёра),chỉ cần ra khỏi ranh giới của tỉnh Vladimir, vườn quốc gia láng giềng này cũng bao gồm vùng đất ngập nước và những cánh rừng thông và bạch dương ở vùng đất thấp Meshchera. |
| Nechkinsky           | Coastline viewed from hill, Nechkinsky NP                    | Cộng hòa Udmurt 56°41′B 53°47′Đ / 56,683°B 53,783°Đ                 | 1997      | Нечкинский                                                                | 20.753 hécta (80,1 dặm vuông Anh)        | Nechkinsky là khu bảo tồn sinh học và văn hóa quan trọng của Cộng hòa Udmurt. Nó nằm ở thung lũng trung tâm của sông Kama, nhánh sông Siva và phần ven của hồ chứa Votkinsk. Môi trường chủ yếu là vùng đồng bằng sông và rừng, với một số địa điểm khảo cổ. Nó nằm gần thành phố Izhevsk, ở phía tây của Dãy núi Ural. |
| Nizhnyaya Kama       | Sign at border of Nizhnyaya Kama NP                          | Tatarstan 55°48′B 52°19′Đ / 55,8°B 52,317°Đ                         | 1991      | Нижняя Кама                                                               | 26.587 hécta (102,7 dặm vuông Anh)       | Nizhnyaya Kama là một vườn quốc gia ở trung tâm của Nga, nằm ở huyện Tukayevsky và Yelabuzhsky của Cộng hòa Tatarstan. Nó được thành lập ngày 20 tháng 4 năm 1991 để bảo vệ rừng lá kim (chủ yếu là thông) ở bờ sông Kama. Tên của nó theo nghĩa đen là vườn quốc gia Hạ Kama. |
| Onezhskoye Pomorye   | Onezhskoye Pomorye NP                                        | Arkhangelsk 64°47′B 37°18′Đ / 64,783°B 37,3°Đ                       | 2013      | Онежское Поморье                                                          | 201.670 hécta (778,7 dặm vuông Anh)      | Vườn quốc gia này chiếm phần lớn bán đảo Onega và các vùng lân cận của Biển Trắng. Không có phương tiện vận chuyển bộ nào vào tất cả các mùa tới đất liền cả. Hầu hết khu vực được bao phủ bởi rừng. Nai sừng tấm, gấu nâu Á Âu, sói xám, cáo đỏ là các loài phổ biến trong vườn quốc gia. Cá voi trắng xuất hiện ở khu vực biển Trắng. Vào mùa đông, nước biển rất lạnh.                                                        |
| Orlovskoye Polesye   | Orlovskoye_Polesye NP                                        | Oryol 53°28′B 35°3′Đ / 53,467°B 35,05°Đ                             | 1994      | Орловское полесье                                                         | 77.745 hécta (300,2 dặm vuông Anh)       | Orlovskoye Polesye nằm ở giữa vùng Trung Nga, nằm giữa các huyện Znamensky và Khotynetsky thuộc tỉnh Oryol. Tại đây có một ngọn đồi cắt với khe núi và rãnh đất. Độ cao nhất tại vườn quốc gia cũng chỉ là 250 mét so với mực nước biển. Ở những khu vực trũng thấp, là vùng đất ngập nước với nhiều bụi Nam việt quất. |
| Paanajärvi           | Paanajärvi NP                                                | Cộng hòa Karelia 66°29′B 37°18′Đ / 66,483°B 37,3°Đ                  | 1992      | Паанаярви Lưu trữ ngày 3 tháng 3 năm 2016 tại Wayback Machine             | 104.371 hécta (403,0 dặm vuông Anh)      | Vườn quốc gia Paanajärvi nằm ở vùng Karelia của Bắc Âu, dọc theo biên giới Phần Lan - Nga. Nó bảo vệ 1.043,71 kilômét vuông (402,98 dặm vuông) rừng sinh thái, hồ và sông, trong đó nổi bật với rừng Taiga nguyên sơ của vùng Scandinavi và Nga. |
| Pleshcheyevo Ozero   | Pleshcheyevo Ozero NP                                        | Yaroslavl 56°46′B 38°44′Đ / 56,767°B 38,733°Đ                       | 1997      | Плещеево озеро                                                            | 23.790 hécta (91,9 dặm vuông Anh)        | Pleshcheyevo bao gồm Hồ Pleshcheyevo và các khu vực xung quanh. Hồ này rất phổ biến cho các hoạt động giải trí, như một môi trường sống sinh thái và là một khu nghỉ mát trước đây cho những hoạt động lướt sóng tại Nga. Hồ nằm khoảng 130 km về phía đông bắc của Moskva, trong lưu vực của Thượng Volga. Trên bờ biển phía đông nam là thị trấn nghỉ mát Pereslavl-Zalessky, Yaroslavl.                                       |
| Pribaikalsky         | Shaman Rocks, Pribaikalsky NP                                | Irkutsk 51°51′B 104°53′Đ / 51,85°B 104,883°Đ                        | 1986      | Прибайкальский                                                            | 417.300 hécta (1.611,2 dặm vuông Anh)    | Vườn quốc gia bao gồm các bờ phía tây nam của hồ Baikal, đông nam Siberi. Dải ven hồ bao gồm một số rặng núi ở phía tây cũng như các đảo hồ như là đảo Olkhon ở phía đông. Vườn quốc gia này nằm cách khoảng 50 km về phía đông nam của thành phố Irkutsk, tỉnh Irkutsk và là phần chính của Di sản thế giới của UNESCO là Hồ Baikal.                                                                                            |
| Pripyshminskiye Bory | Pripyshminskiye Bory NP                                      | Sverdlovsk 56°59′B 63°47′Đ / 56,983°B 63,783°Đ                      | 1993      | Припышминские Боры                                                        | 49.050 hécta (189,4 dặm vuông Anh)       | Pripyshminskie Bora nằm ở rìa phía tây của đồng bằng Tây Siberi. Nó bảo vệ một khu rừng thông và rừng bạch dương. Khoảng 10% diện tích là đầm lầy, ao hồ, đồng cỏ. |
| Prielbrusye          | Prielbrusye NP                                               | Kabardino-Balkaria 43°21′B 42°34′Đ / 43,35°B 42,567°Đ               | 1986      | Приэльбрусье                                                              | 1.010.200 hécta (3.900,4 dặm vuông Anh)  | Prielbrusye nổi bật với núi Elbrus, ngọn núi cao nhất châu Âu ở độ cao 5.632 mét so với mực nước biển. Sự cô lập tương đối của các hẻm dốc đã dẫn đến mức độ cao về tính đặc hữu và đa dạng sinh học. Công viên nằm ở trung tâm của dãy Kavkaz, phía tây bắc của vườn quốc gia Alaniya. |
| Bắc Cực Nga          | Russian Arctic NP                                            | Arkhangelsk 75°42′B 60°54′Đ / 75,7°B 60,9°Đ                         | 1986      | Русская Арктика Lưu trữ ngày 28 tháng 6 năm 2009 tại Wayback Machine      | 1.426.000 hécta (5.505,8 dặm vuông Anh)  | Vườn quốc gia Bắc Cực Nga bao gồm một khu vực rộng lớn và xa xôi của Bắc Băng Dương, phần phía bắc của quần đảo Novaya Zemlya và Vùng đất Franz Josef. |
| Russky Sever         | Russky Sever NP                                              | Vologda 59°57′B 38°34′Đ / 59,95°B 38,567°Đ                          | 1992      | Русский Север                                                             | 166.400 hécta (642,5 dặm vuông Anh)      | Tên của vườn quốc gia có nghĩa là Bắc Nga trong tiếng Nga. Nó bảo vệ cảnh quan thiên nhiên và văn hóa xung quanh Tu viện Kirillo-Belozersky và Tu viện Ferapontov, những nơi có ý nghĩa lịch sử to lớn. |
| Samarskaya Luka      | Samarskaya Luka NP                                           | Samara 53°18′B 49°50′Đ / 53,3°B 49,833°Đ                            | 1984      | Самарская Лука                                                            | 134.000 hécta (517,4 dặm vuông Anh)      | Vườn quốc gia nằm trên khúc cua của Sông Volga khi nó chảy về phía nam tới thành phố Samara. Nó nằm trên bờ hồ chứa Kuibyshevskoye, và ở phía bắc nó có ranh giới với Khu bảo tồn thiên nhiên Zhiguli. Hầu hết các địa chất tại đây là đá vôi. |
| Saylyugemsky         | Saylyugemsky NP                                              | Cộng hòa Altai 49°31′B 88°37′Đ / 49,517°B 88,617°Đ                  | 2010      | Сайлюгемский Lưu trữ ngày 7 tháng 2 năm 2016 tại Wayback Machine          | 118.380 hécta (457,1 dặm vuông Anh)      | Được thành lập như một khu bảo tồn đặc biệt cho loài Báo tuyết Altai và Cừu Argali, vườn quốc gia Saylyugemsky nằm trên dãy núi Altai-Sayan, trên biên giới giữa Nga và Mông Cổ. |
| Sebezhsky            | Sebezhsky NP                                                 | Pskov 56°16′B 28°30′Đ / 56,267°B 28,5°Đ                             | 1996      | Себежский                                                                 | 50.021 hécta (193,1 dặm vuông Anh)       | Vườn quốc gia Sebezhsky nằm ở phía tây nam của huyện Sebezhsky, về cơ bản là cảnh quan đồi núi có nguồn gốc băng giá với nhiều hồ nước. Khu vực này có rừng thông, vân sam, hỗn giao và Tống quán sủ. |
| Quần đảo Shantar     | Shantar Islands NP                                           | Khabarovsk 55°00′B 137°30′Đ / 55°B 137,5°Đ                          | 2014      | Шантарские острова                                                        | 250.000 hécta (965,3 dặm vuông Anh)      | Quần đảo Shantar là một nhóm 15 hòn đảo nằm ngoài khơi bờ biển Khabarovsk, trên biển Okhotsk. Hầu hết các hòn đảo đều có những vách đá gồ ghề, và điểm cao nhất là 720 mét. Nơi đây là nhà của loài Sư tử biển Steller, hải cẩu và Cá voi đầu cong. |
| Shorsky              | Shorsky NP                                                   | Kemerovo 52°35′B 88°20′Đ / 52,583°B 88,333°Đ                        | 1989      | Шорский                                                                   | 418.000 hécta (1.613,9 dặm vuông Anh)    | Vườn quốc gia Shorsky là một khu vực rừng núi ở phía tây nam Siberi, nơi đồng bằng Tây Siberi gặp dãy núi Nam Siberi. Nó là đại diện của các khu vực có rừng taiga tối (92% công viên có rừng). |
| Smolenskoye Poozerye | Smolenskoye Poozerye NP                                      | Smolensk 55°32′B 31°24′Đ / 55,533°B 31,4°Đ                          | 1992      | Смоленское Поозерье Lưu trữ ngày 26 tháng 12 năm 2015 tại Wayback Machine | 146.237 hécta (564,6 dặm vuông Anh)      | Các hồ Smolensk là một hệ sinh thái rừng ngập mặn của 35 hồ và môi trường xung quanh ở phía tây bắc của tỉnh Smolensk, gần biên giới giữa Nga với Belarus. Nó nằm trong lưu vực của sông Daugava, và nằm cách khoảng 40 dặm (64 km) về phía bắc của thành phố Smolensk. |
| Smolny               | Smolny NP                                                    | Cộng hòa Mordovia 54°50′B 45°40′Đ / 54,833°B 45,667°Đ               | 1995      | Смольный Lưu trữ ngày 4 tháng 3 năm 2016 tại Wayback Machine              | 36.500 hécta (140,9 dặm vuông Anh)       | Vườn quốc gia đại diện cho môi trường sông đất thấp, với một dòng chảy chậm. Các hồ và đầm lầy chủ yếu tập trung ở vùng đồng bằng ngập nước của sông Alatyr. Đầm lầy chủ yếu là ở vùng đất thấp. Một vài bãi lầy nằm ở phía nam và trung tâm của vườn quốc gia. Có rất nhiều suối nước nóng tại đây. |
| Sochi                | Sochi NP                                                     | Krasnodar 43°05′B 39°43′Đ / 43,083°B 39,717°Đ                       | 1995      | Сочинский Lưu trữ ngày 22 tháng 4 năm 2016 tại Wayback Machine            | 193.737 hécta (748,0 dặm vuông Anh)      | Vườn quốc gia bao phủ khu vực Greater Sochi, từ ranh giới với huyện Tuapsinsky, giữa cửa sông Shepsi và Magri ở phía tây bắc, đến biên giới với Abkhazia dọc theo sông Psou ở phía đông nam và giữa Biển Đen. Vườn quốc gia này nằm trong khu vực Di sản thế giới Tây Kavkaz được UNESCO công nhận vào năm 1999. |
| Taganay              | Taganay NP                                                   | Chelyabinsk 55°15′B 59°47′Đ / 55,25°B 59,783°Đ                      | 1991      | Таганай                                                                   | 56.800 hécta (219,3 dặm vuông Anh)       | Taganay là một nhóm các rặng núi ở Nam Urals, trên lãnh thổ của tỉnh Chelyabinsk, với điểm cao nhất là 1178 mét trên mực nước biển. |
| Krym                 | Tarhankut NP                                                 | Cộng hòa Tự trị Krym 44°40′B 34°21′Đ / 44,667°B 34,35°Đ             | 1991      | Тарханкутский                                                             | 10.900 hécta (42,1 dặm vuông Anh)        | Vườn quốc gia nằm ở mũi phía tây của bán đảo Tarkhankut ở vùng Biển Đen. Nó chủ yếu là thảo nguyên của vùng đồi núi Tarkhankut và bao quanh hầu như tất cả Bờ biển phía Tây. |
| Tunkinsky            | Tunkinsky NP                                                 | Buryatia 51°41′B 102°08′Đ / 51,683°B 102,133°Đ                      | 1991      | Тункинский Lưu trữ ngày 13 tháng 4 năm 2012 tại Wayback Machine           | 1.183.662 hécta (4.570,1 dặm vuông Anh)  | Tunkinsky nằm ở phía nam trung tâm Siberia, và bao phủ một khu vực miền núi nằm dọc từ thung lũng sông Irkut (còn được gọi là Thung lũng Tunka) đến thung lũng tây nam hồ Baikal và tới biên giới Mông Cổ. Ở phía bắc và phía tây của thung lũng là rìa phía đông của dãy núi Sayan. |
| Udegeyskaya Legenda  | Udegeyskaya Legenda NP                                       | Primorsky 45°49′B 135°25′Đ / 45,817°B 135,417°Đ                     | 1991      | Удэгейская легенда                                                        | 103.744 hécta (400,6 dặm vuông Anh)      | Udegeyskaya Legenda bao gồm các rừng rụng lá giàu có nhất trên sườn phía tây của dãy núi Trung Sikhote-Alin ở vùng Viễn Đông Nga. Vườn quốc gia được thiết kế để bảo vệ môi trường sống ở thung lũng sông dốc phía tây, và hỗ trợ bảo tồn văn hóa rừng của người Udege bản địa. Khu vực này nổi tiếng với hoạt động câu cá và chèo thuyền trên các sông suối. Đây cũng là nơi trú ẩn của loài Hổ Amur đang bị đe dọa.            |
| Ugra                 | Ugra NP                                                      | Kaluga 54°09′B 35°52′Đ / 54,15°B 35,867°Đ                           | 1997      | Угра                                                                      | 98.600 hécta (380,7 dặm vuông Anh)       | Ugra là một khu vực rừng phía tây nam của Moskva. Nó nằm ở tỉnh Kaluga, bao gồm các thung lũng của các con sông Ugra, Zhizdra, Vyssa và Oka. |
| Valdaysky            | Valdaysky NP                                                 | Novgorod 57°59′B 31°15′Đ / 57,983°B 31,25°Đ                         | 1990      | Валдайский                                                                | 158.500 hécta (612,0 dặm vuông Anh)      | Từ năm 2004, Vườn quốc gia đã trở thành một Khu dự trữ sinh quyển của UNESCO. Valdaysky bao gồm thị trấn Valday, Hồ Valdayskoye và phần phía bắc của Hồ Seliger, là một trong những điểm đến du lịch nổi tiếng nhất ở miền Trung nước Nga với cơ sở hạ tầng du lịch được phát triển tốt. |
| Vodlozersky          | Vodlozersky NP                                               | Arkhangelsk 62°39′B 37°05′Đ / 62,65°B 37,083°Đ                      | 1991      | Водлозерский                                                              | 428.000 hécta (1.652,5 dặm vuông Anh)    | Khu vực bao gồm bao gồm Hồ Vodlozero, lưu vực sông của sông Ileksa. Năm 2001, Vodlozersky đã chỉ định một khu dự trữ sinh quyển của UNESCO. |
| Yugyd Va             | Yugyd Va NP                                                  | Cộng hòa Komi 62°25′B 58°47′Đ / 62,417°B 58,783°Đ                   | 1994      | Югыд ва Lưu trữ ngày 19 tháng 12 năm 2005 tại Wayback Machine             | 1.891.700 hécta (7.303,9 dặm vuông Anh)  | Vườn quốc gia Yugyd Va bao gồm một lãnh thổ ở Dãy núi Ural phía bắc và các đồi và vùng đất liền kề. Toàn bộ vườn quốc gia nằm trong lưu vực sông Pechora, tức là phía tây của lục địa Á-Âu; điều này có nghĩa là toàn bộ nằm về phía châu Âu. Trước năm 2013, nó là vườn quốc gia lớn nhất tại Nga nhưng hiện tại nó đứng thứ hai về diện tích. Yugud Va cũng là một phần của Di sản thế giới của UNESCO, Rừng nguyên sinh Komi. |
| Zabaykalsky          | Zabaykalsky NP                                               | Cộng hòa Buryat 53°43′B 109°13′Đ / 53,717°B 109,217°Đ               | 1986      | Забайкальский                                                             | 269.000 hécta (1.038,6 dặm vuông Anh)    | Zaybaykalsky là vườn quốc gia bao gồm một phần của bờ phía đông hồ Baikal. Vườn quốc gia được bao phủ bởi những cánh rừng với 34% là Thông Scots, 30% là Thông lùn Siberi, 14% là Thông Siberi và 9% là Thông rụng lá. |
| Vùng đất của Báo     | Land of the Leopard NP                                       | Primorsky 43°00′B 131°25′Đ / 43°B 131,417°Đ                         | 2012      | Земля леопарда                                                            | 80.000 hécta (308,9 dặm vuông Anh)       | Mục đích chính của vườn quốc gia là bảo tồn và phục hồi dân số của loài mèo đốm độc đáo, báo Amur. Hiện loài này ở Nga chỉ có khoảng 50 cá thể. Ngày nay, hơn một nửa trong số chúng sống trong"Vùng đất của Báo". Ngoài ra,vườn quốc gia này cũng có số lượng cá thể loài hổ Amur, một loài đang bị đe dọa. |
| Zov Tigra            | Zov Tigra NP                                                 | Primorsky 43°35′B 134°16′Đ / 43,583°B 134,267°Đ                     | 2007      | Зов Тигра Lưu trữ ngày 5 tháng 12 năm 2015 tại Wayback Machine            | 83.384 hécta (321,9 dặm vuông Anh)       | Zov Tigra là một nơi trú ẩn trên núi cho loài Hổ Amur, loài đang bị đe dọa tuyệt chủng. Vườn quốc gia có diện tích 83.384 ha (206.046 mẫu Anh) trên bờ biển phía đông nam xa xôi của vùng Viễn Đông Nga trong vùng Primorsky. |
| Zyuratkul            | Zyuratkul NP                                                 | Chelyabinsk 54°51′B 58°56′Đ / 54,85°B 58,933°Đ                      | 1993      | Зюраткуль                                                                 | 88.200 hécta (340,5 dặm vuông Anh)       | Các đặc điểm đáng chú ý bao gồm Hồ Zyuratkul, một vùng nước trên núi hiếm ở vùng Urals 754 mét trên mực nước biển, với diện tích bề mặt 13,2 km vuông và độ sâu tối đa 8 mét. Bởi vì nước trong vắt và cảnh quan ngoạn mục xung quanh, Zyuratkul 'thường được gọi là"Viên ngọc quý của Ural". |
| Kislovodsk           | Kislovodsk NP                                                | Kislovodsk, Stavropol 43°53′47″B 42°44′18″Đ / 43,89639°B 42,73833°Đ | 2016      |                                                                           | 965,79 hécta (3,7 dặm vuông Anh)         | Đây là khu vực tự nhiên đặc biệt nằm tại thành phố Kislovodsk, nó bảo vệ khu vực tự nhiên hai bên bờ Olkhovka cùng một khu vực núi cao chân dãy Kavkaz. Tại đây có 1050 loài thực vật và là nơi sinh sống của nhiều loài động vật hoang dã, đặc biệt nhất là Báo Ba Tư, Đại bàng vàng. - |